# Calotes emma
Espèce
Synonymes
- Calotes alticristatus Schmidt, 1925

Calotes emma ou Galéote emma est une espèce de sauriens de la famille des Agamidae.

## Répartition
Cette espèce se rencontre en Assam en Inde, en Birmanie, en Thaïlande, en Malaisie péninsulaire, au Laos, au Cambodge, en Viêt Nam et en République populaire de Chine au Yunnan et au Guangdong.

## Description

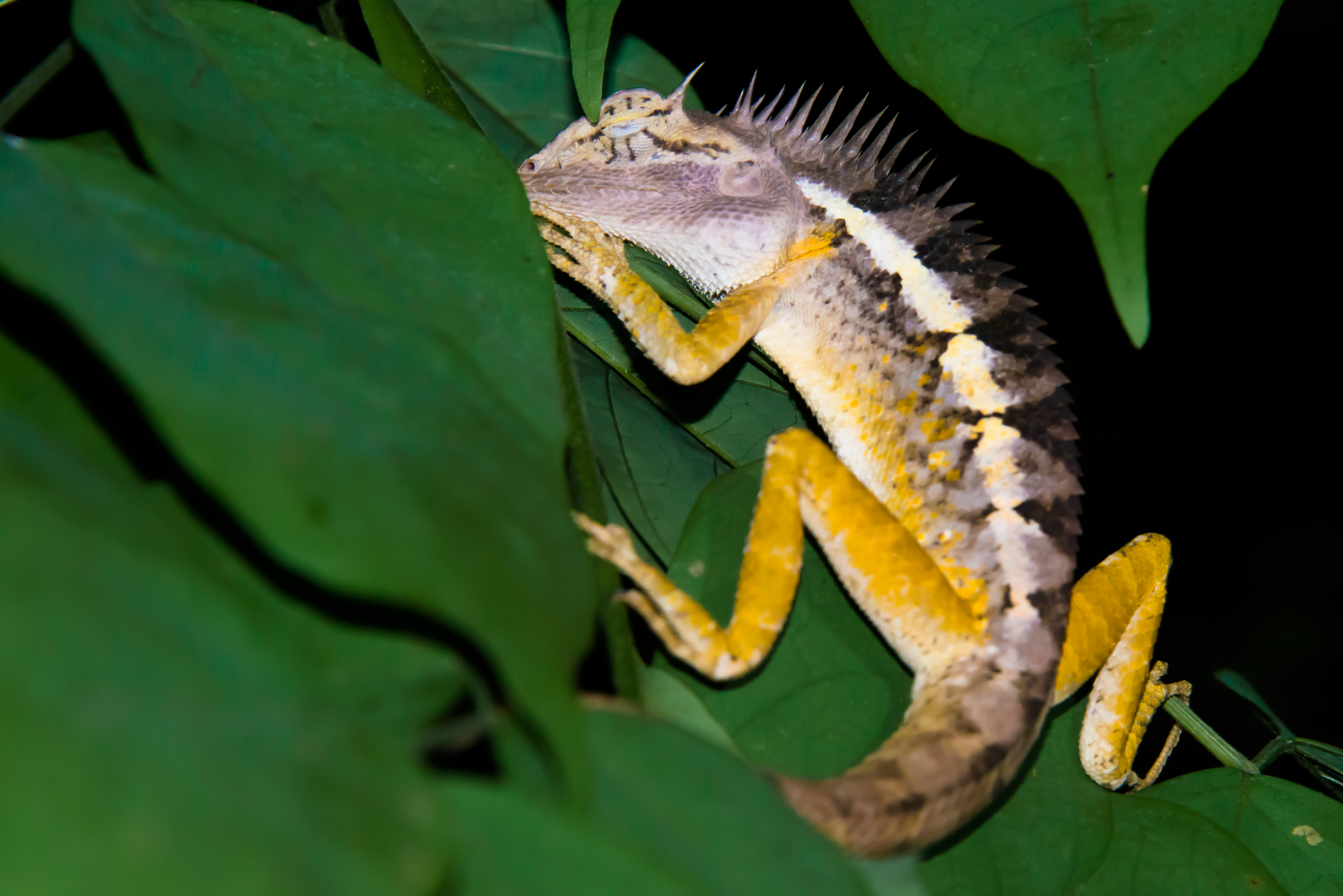
Calotes emma dans le parc national de Kaeng Krachan

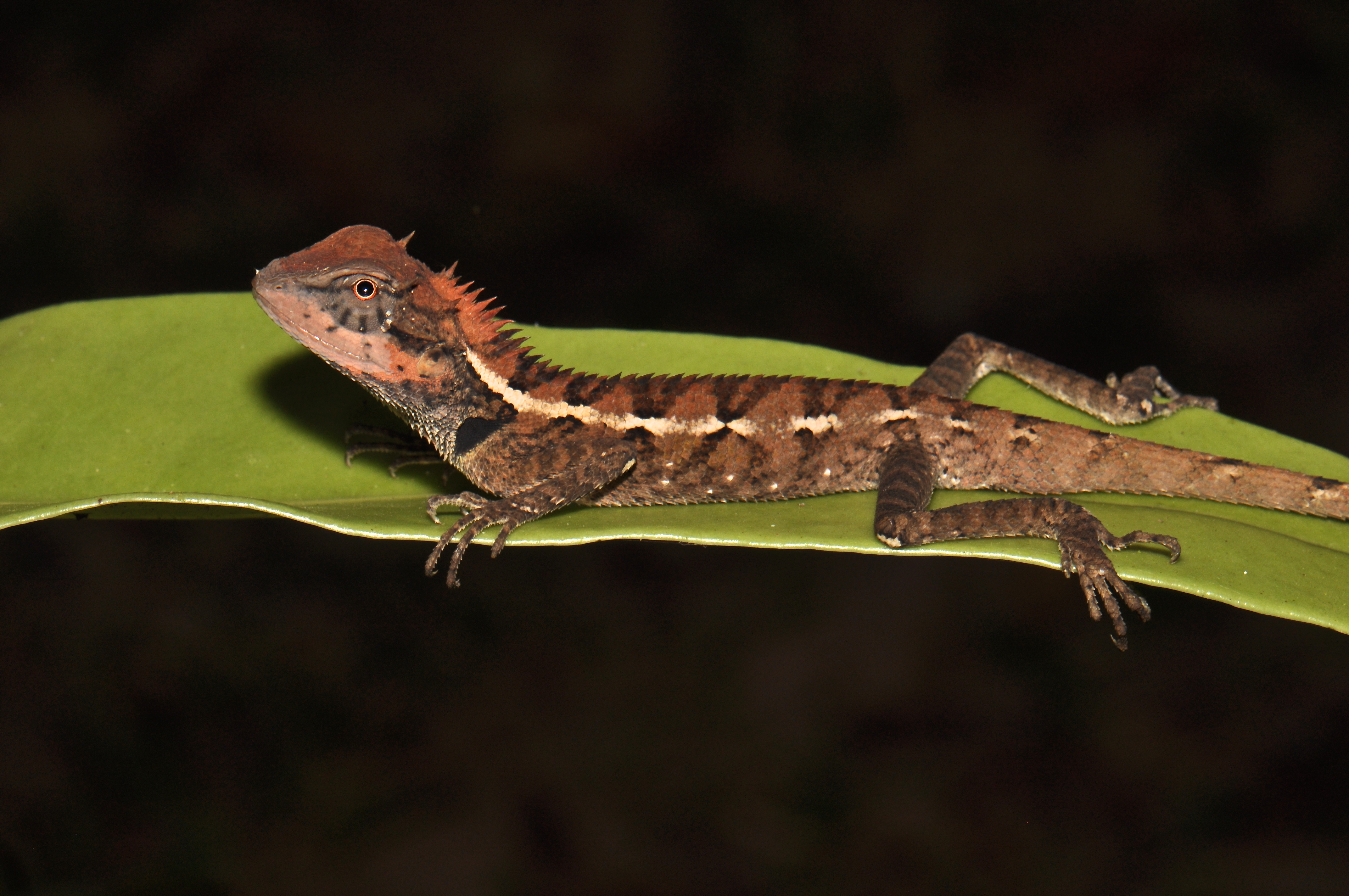
Galéote emma, parc national de Khao Sok, Thaïlande

C'est un agame diurne et arboricole qui vit dans les forêts tropicales.
Il mesure en moyenne 28 cm avec la queue ; et son corps et sa tête mesure 7,5 cm. Sa taille maximum est de 40 cm.

## Alimentation
Le Galéote emma est insectivore.
Il mange des termites, des sauterelles, des fourmis, des papillons, des larves...

## Reproduction
La femelle, ovipare, pond de 10 à 12 œufs en mai ou juin. La période d'incubation dure de 60 à 70 jours.

## Noms vernaculaires
En bengali : কেশর গিরিগিটি, ঝুঁটি গিরিগিটি, ঝুঁটি রক্তচোষা, যুথিয়াল গিরিগিটি (Juthial girigiti)
En siamois (thaï) : กิ้งก่าแก้วใต้

## Liste des sous-espèces
Selon The Reptile Database (13 avril 2012) :
- Calotes emma alticristatus Schmidt, 1925
- Calotes emma emma Gray, 1845

## Étymologie
Cette espèce est nommée en l'honneur de Mary Emma Gray, l'épouse de John Edward Gray.

## Publications originales
- Gray, 1845 : Catalogue of the specimens of lizards in the collection of the British Museum, p. 1-289 (texte intégral).
- Schmidt, 1925 : New Chinese amphibians and reptiles. American Museum Novitates, no 175, p. 1-3 (texte intégral).